# Świętomarz
Świętomarz (dawniej Święta Marza lub Świętamarza) – wieś w Polsce, położona w województwie świętokrzyskim, w powiecie starachowickim, w gminie Pawłów.
W okresie II Rzeczypospolitej oraz w latach 1945–1998 miejscowość administracyjnie należała do województwa kieleckiego. Do 1954 roku siedziba gminy Tarczek.
Przez miejscowość przebiega droga wojewódzka nr 752.
Miejscowość jest siedzibą parafii Wniebowzięcia NMP. W strukturze kościoła rzymskokatolickiego parafia należy do metropolii krakowskiej, diecezji kieleckiej, dekanatu bodzentyńskiego.

Przez wieś przechodzi  czerwony szlak rowerowy z Cedzyny do Nowej Słupi.

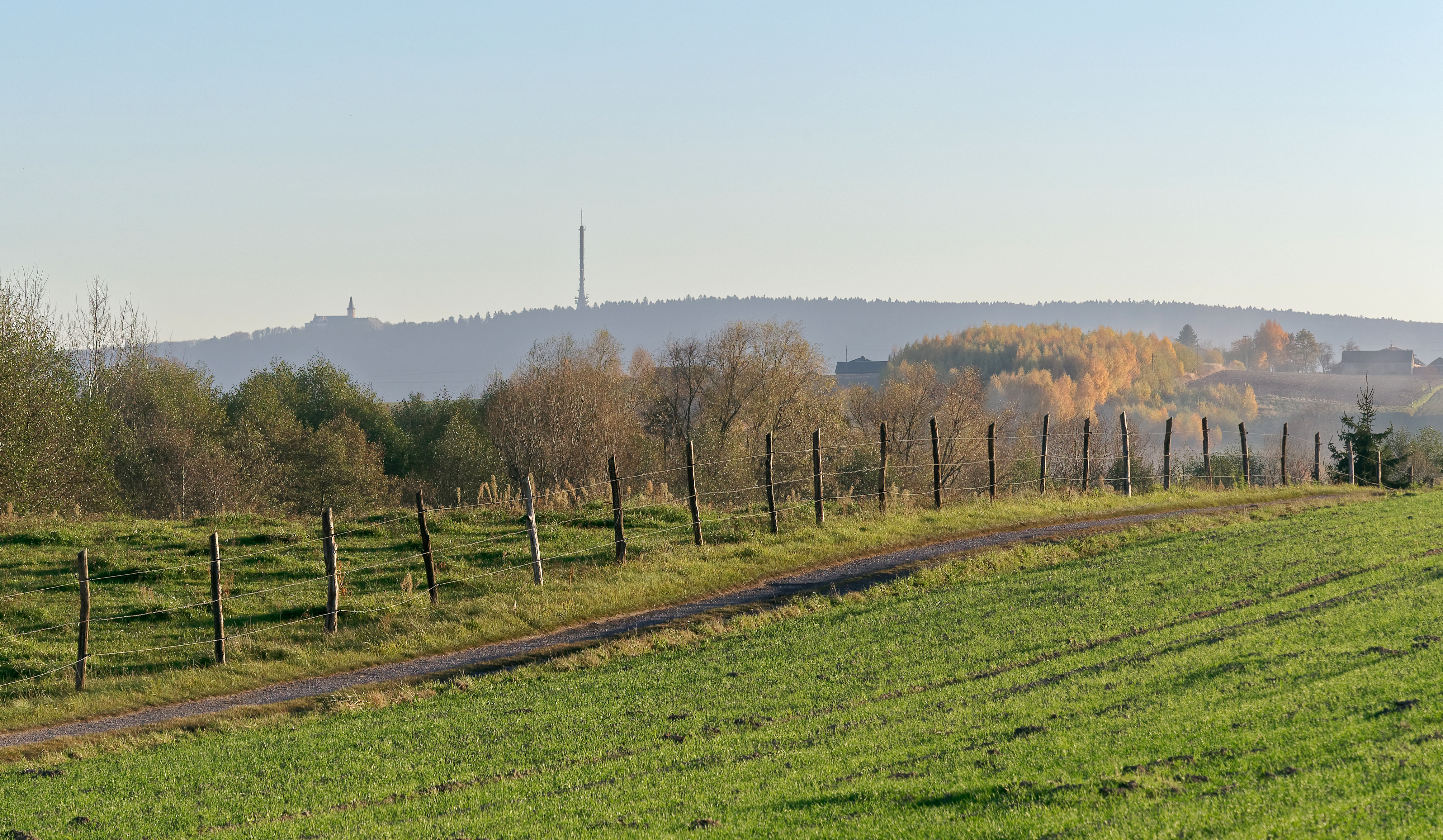
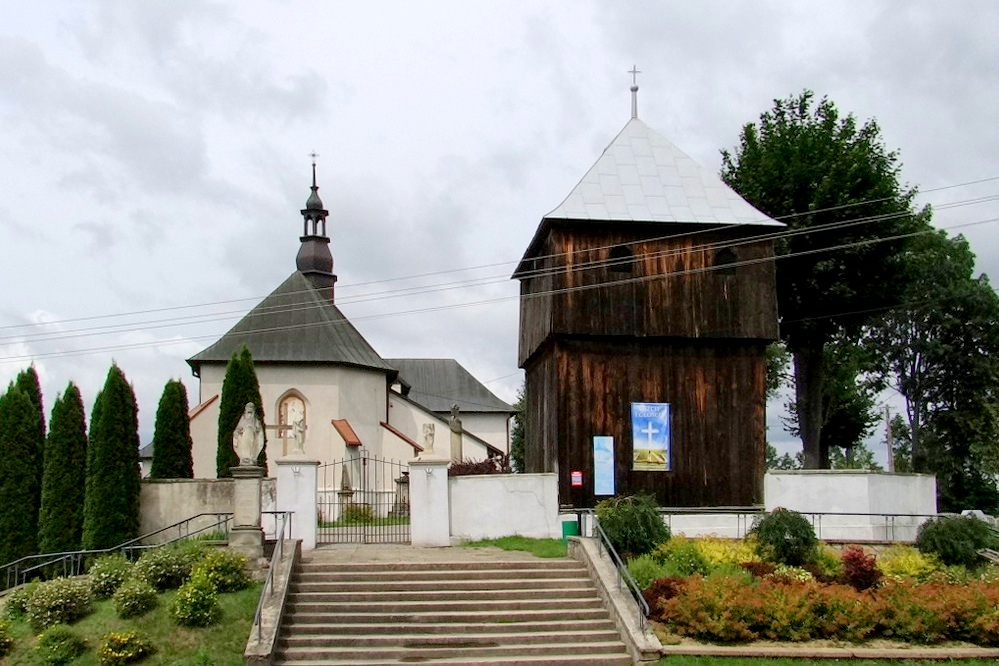
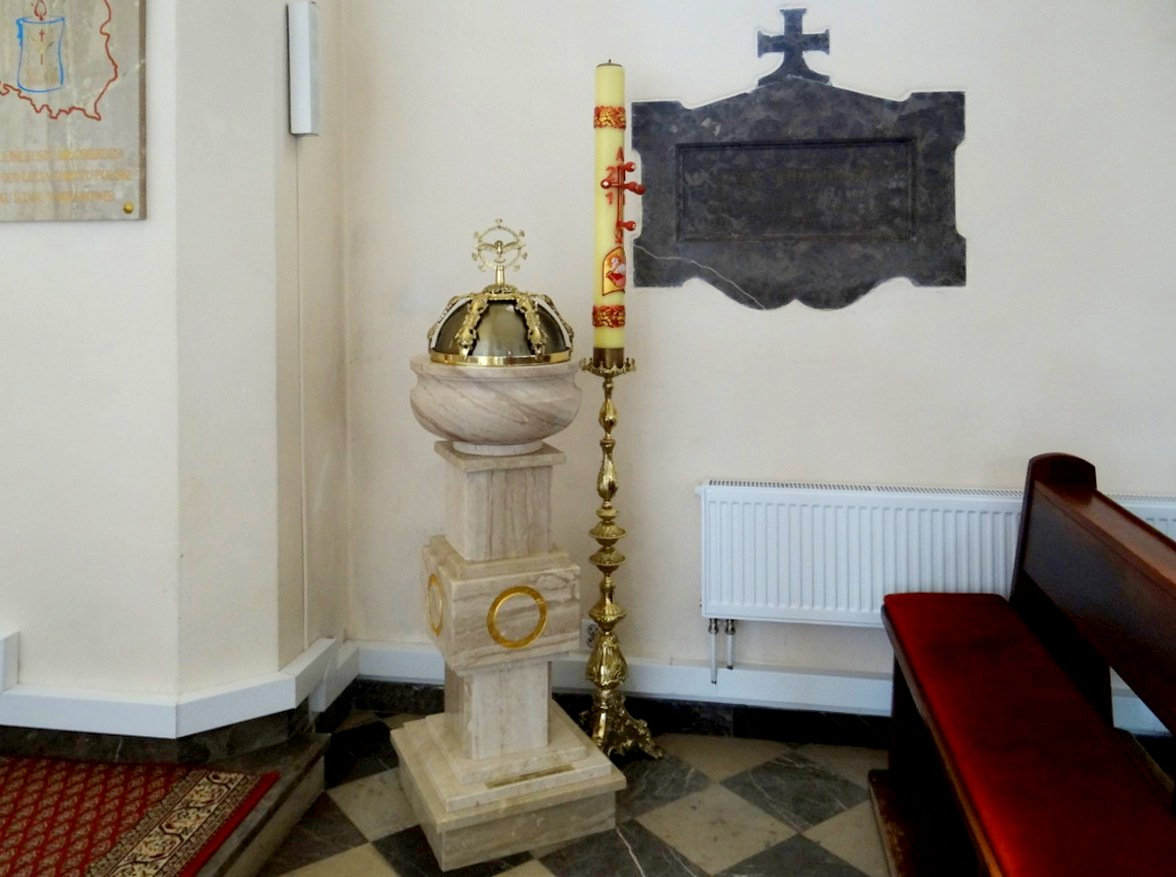
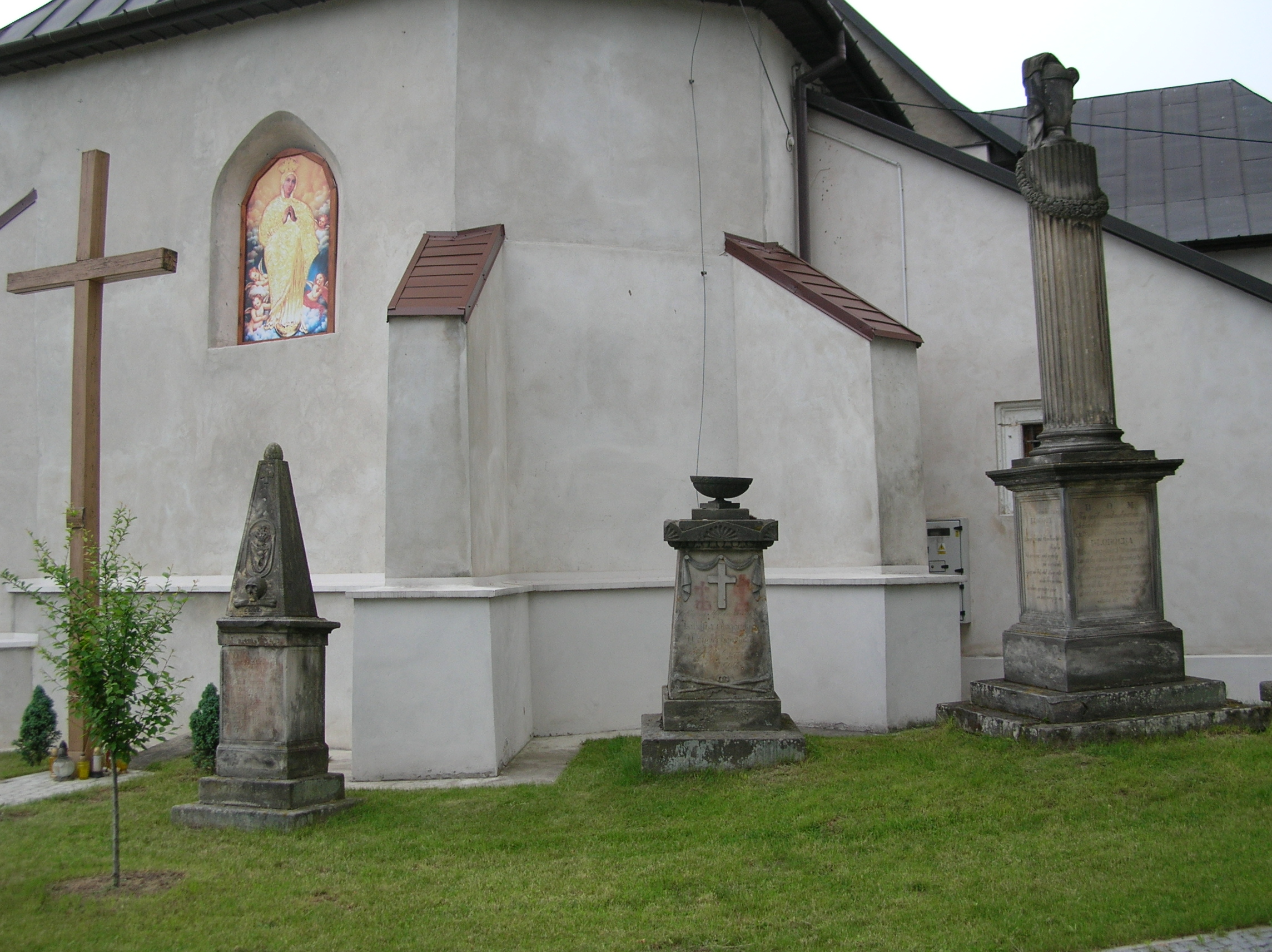
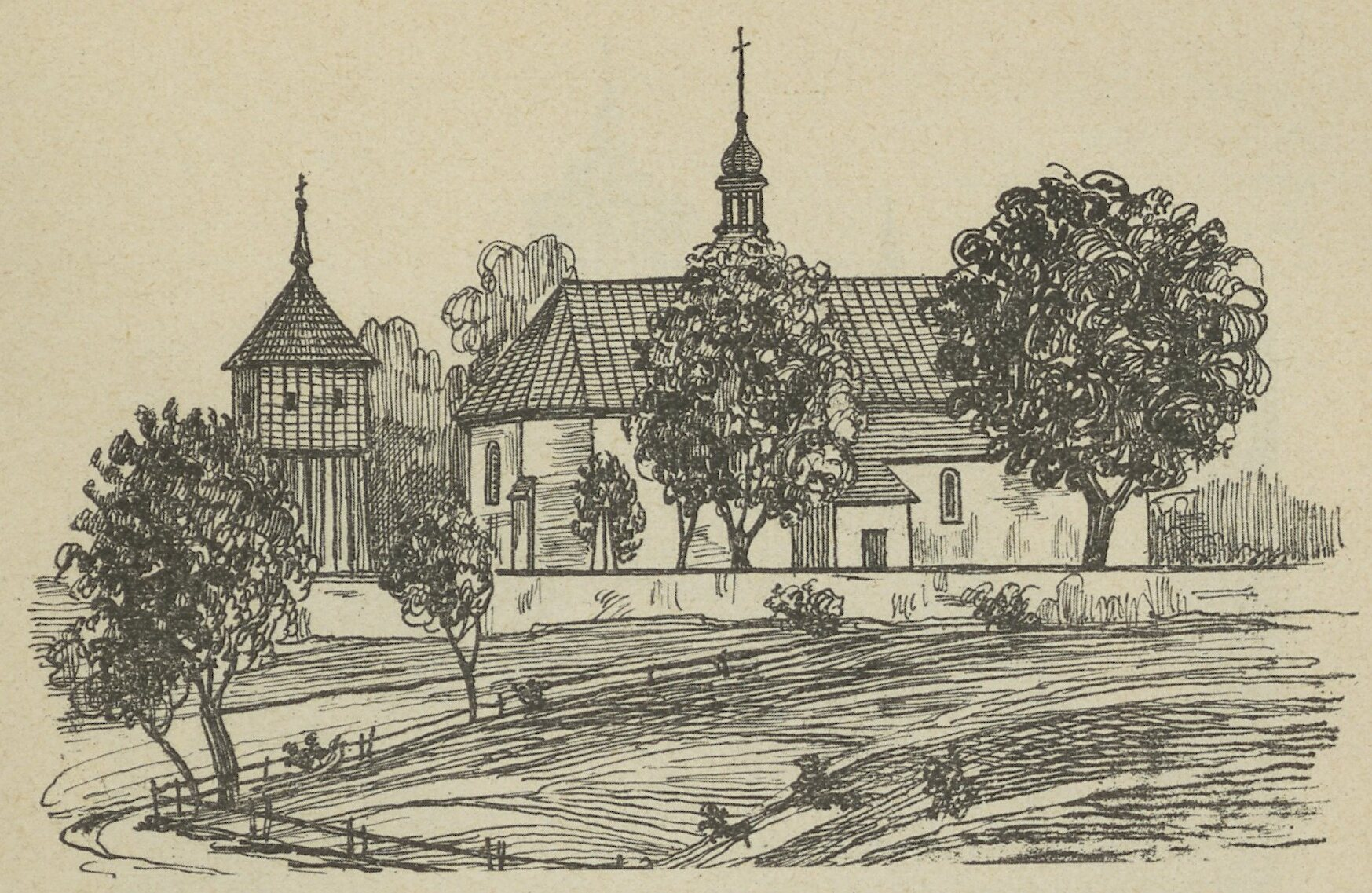

## Części wsi
| SIMC    | Nazwa   | Rodzaj    |
| ------- | ------- | --------- |
| 0261019 | Działki | część wsi |

## Historia
Świętomarz, w XV wieku Szwyantha marza. Według Długosza była to osada pośród lasów należących do biskupstwa krakowskiego, w pobliżu biskupiego dworca w Tarczku.
Pewne dochody z niej biskupi przeznaczyli na uposażenie prepozytury kieleckiej. W wieku XIV ówczesny pleban Bogufał Rogala, syn Piotra militis haeredis de Klonow Vladislaviensis dioecesis, będąc proboszczem kieleckim, zaczął budować tu kościółek z kamienia pw. Matki Boskiej. Śmierć (24 lipca 1367 r.) nie dozwoliła mu dokończyć dzieła.
Od kościółka przybrała przyległa osada nazwę Świętamarza, używaną przez lud na oznaczenie Matki Boskiej (stąd nazwa wsi). Występowała także nazwa Święta Marza.
Długosz podaje, że jeszcze w XV wieku kościółek nie był wykończony. Zaczęta z kamienia budowla uzupełniona została drzewem (łac. in superficie ligneam). Proboszcz kielecki miał tu trzech zagrodników z rolą, od których pobierał dziesięcinę. Miejscowy pleban brał dziesięcinę z łanów kmiecych, biskup krakowski zaś pobierał od swych czterech zagrodników i karczmy z rolą (Jan Długosz Lib. Ben. t.I s.438, t.II s.462).
Ówczesna parafia była dość rozległa i obejmowała wsie: Świślinę, Szerzawy, Krajków, Radkowice, Bielów, Brzezie, Łomno, Grabków, Jadowniki, Rzepin i Rzepinek. Były to w części wsi biskupa krakowskiego i klasztoru łysogórskiego.
Według registru poborowego powiatu sandomierskiego z roku 1578 biskup krakowski płacił tu od 6 zagr. z rolą (Pawiński, Małop., 191).
W drugiej dekadzie XIX wieku Świętomarz była już wsią włościańską, w powiecie iłżeckim, gminie Tarczek, parafii własnej. Odległa o kilka wiorst na wschód od Bodzentyna, tuż przy wsi Tarczek, od Iłży 36 wiorst, posiadała murowany kościół parafialny oraz dom schronienia dla 2 starców i kalek.
Śwętomarz parafia w dekanacie iłżeckim (dawniej dekanat kunowski) liczyła 3625 dusz.
W 1827 roku było 15 domów i 282 mieszkańców, a w 1885: 21 domów i 144 mieszkańców, 3 mórg ziemi dworskiej i 174 mórg włościańskiej.

## Zabytki

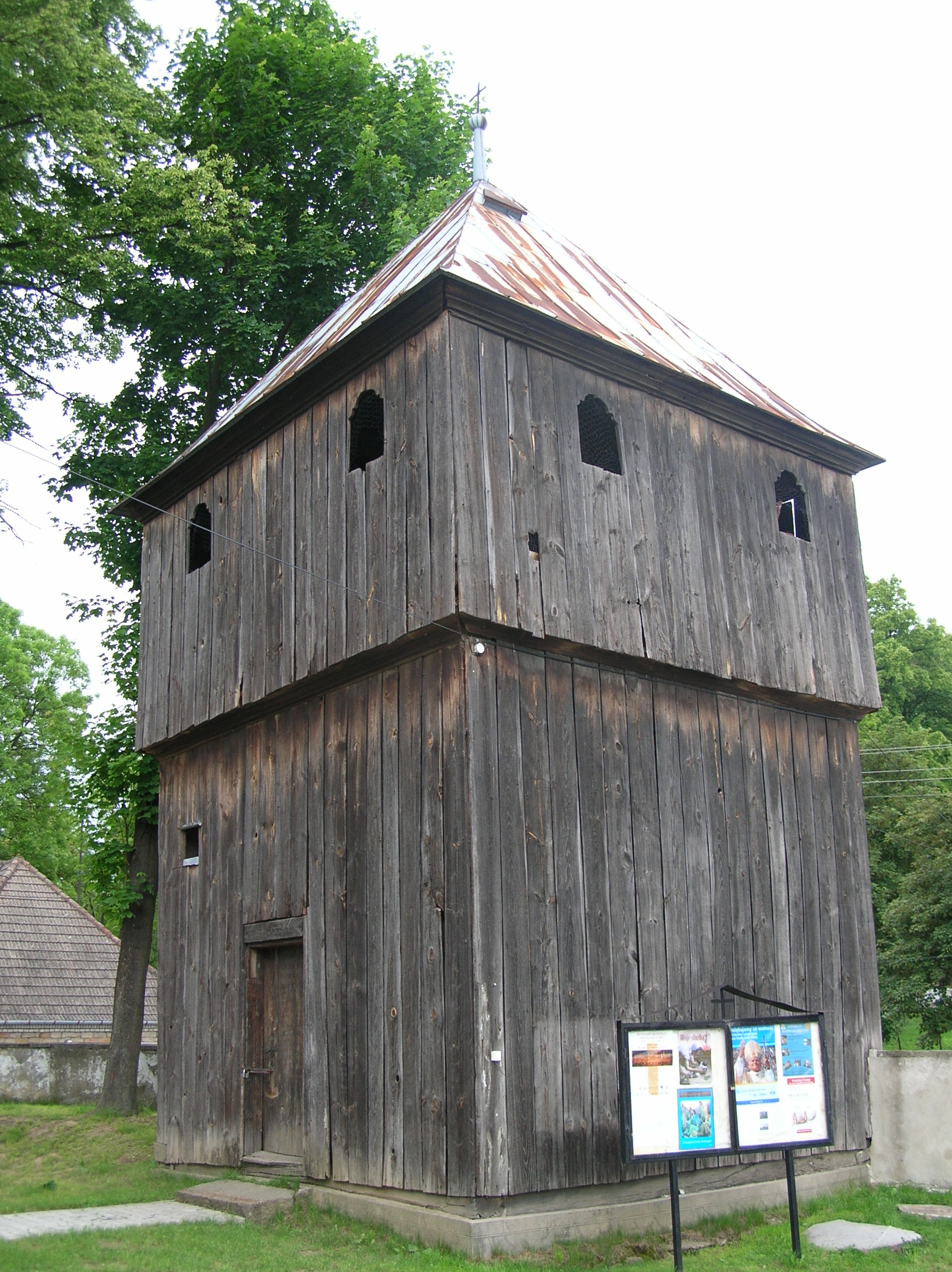
Drewniania dzwonnica kościoła

- Stanowisko z 231 dymarkami z ok. II w. (z każdej uzyskiwano 10–20 kg żelaza)[8].
- Kościół Wniebowzięcia NMP (Parafia Wniebowzięcia Najświętszej Maryi Panny w Świętomarzy) - wybudowany w latach 1367–1434, w miejsce drewnianego kościoła wzniesionego prawdopodobnie jeszcze w XI w. Gotycki, murowany, jednonawowy, opasany przyporami. Na uwagę zasługują ładne, ostrołukowe, profilowane XIV-wieczne portale[9].

Świątynia została przebudowana w XIX w. Z tego okresu pochodzi kaplica dobudowana do elewacji północnej. Kościół wraz z drewnianą dzwonnicą zostały wpisane do rejestru zabytków nieruchomych (nr rej.: A.816/1-2 z 17.06.1931, z 2.10.1956 i z 15.06.1967).
- Cmentarz parafialny (nr rej.: A.817 z 24.05.1993)[10].